# Акція Б (УПА)
Акція Б (чеськ. Akce B) або Акція «Бандерівці» — військова операція чехословацьких армійських підрозділів і загонів Сбору Народні Безпечності (служби безпеки) проти УПА на теренах Чехословаччини. Проводили в період з 10 червня по 17 листопада 1947 року.

## Мета
Метою операції була протидія відділам УПА, які йшли з пропагандивним рейдом на захід (в Австрію та Західну Німеччину) через територію Чехословаччини. Керівником операції був генерал Юліуш Носко (чеськ. Július Nosko), який командував військовою частиною «Тепліце» (спеціально створеною для боротьби з УПА на території Чехословаччини), яка нараховувала 13 500 військових.

## Перебіг операції
У другій половині червня 1947 року поляки, які переслідували повстанців, втратили контакти з сотнями Михайла Дуди-«Громенка» і Романа Гробельського-«Бродича» й куренем Володимира Щигельського-«Бурлаки», які перейшли польсько-чехословацький кордон 17 червня, 19 червня і 22 червня відповідно.
Загалом, на кінець червня на терени Словаччини перейшли: сотня «Ударники-4», об'єднана з сотнями «Ударники-6» та «Ударники-7», під командуванням Володимира Щигельського-«Бурлаки» — разом 97 осіб (з них 44 із сотні «Бурлаки» «Ударники-4», тоді як решта 53 бійці — з сотень «Ударники-6» і «Ударники-7»), сотня «Ударники-2» під командою Михайла Дуди-«Громенка» — 120 осіб та сотня «Ударники-1» під командою Романа Гробеського-«Бродича» — 80 осіб, що загалом становило 277 вояків УПА. Польські документи подають, очевидно, свідомо занижену кількість учасників рейду — 160 бійців, тоді як чеські джерела, навпаки, подають завищену цифру — 500 бійців.

### Сотня «Громенка»
Першою на теренах Чехословаччини опинилась сотня Михайла Дуди-«Громенка», яка була досить добре озброєна. Незважаючи на те, що ще 13 червня 1947 року Міністерство внутрішніх справ ЧСР направило на терени Східної Словаччини близько 1000 службовців СНБ, повстанцям вдалося минати зустрічей з ними і непомітно для чехів просуватися все далі вглиб країни.
Але вже незабаром почалися бої із загонами СНБ та чеської армії. Міністерство оборони видало наказ про включення до спеціально створеної для боротьби з УПА частини «Тепліце» трьох батальйонів з випускників офіцерських шкіл у Кошицях, Брні і Клатові. Вони отримали, відповідно, назви «Тигр», «Рись» і «Лев». До них приєднано батальйон «Оцел», що разом становило 2000 солдатів.
Вже 4 липня кількість вояків, кинутих для боротьби з УПА, було збільшено до 4331 особи, з того 3271 солдат армії і 1060 членів СНБ. Крім цього було проведено реорганізацію частини «Тепліце», яку було перетворено на переслідувальну частину. До неї було включено, окрім батальйонів «Тигр», «Рись», «Лев» і «Оцел», спеціальний загін «Сокіл» з 14 чот, два батальйони («Явір» і «Осика») з полку «Словаччина», авіаційний відділ з 7 літаків «Кобра», разом — 6939 осіб.
Тим не менше, в кінці липня — на початку серпня сотні «Громенка» вдалось відв'язатись від переслідування. Відділ просувався все далі на захід і 6 серпня біля села Лядце Швожа перейшов ріку Мораву, а 17 серпня вже квартирувався недалеко міста Брна, на околицях села Яструбіце. З метою дезорієнтації ворога вирішено обходити місто двома групами, одна, на чолі з сотенним, рушила на південь, інша — на північ. Місце зустрічі було призначене в Баварії на 9-11 вересня.
24 серпня відділ прибув під село Артолєц, недалеко міста Нова Бистриця. Звідси лишалось до чесько-австрійського кордону не більше 6 кілометрів. Тієї ж ночі відділ перейшов його, проте несподівано для себе виявили, що знаходяться в радянській зоні окупації. Було вирішено рухатися вздовж австрійсько-чеського кордону, лісистою та горбистою місцевістю, минаючи усі населенні пункти, крім маленьких сіл. Сотня йшла через Бадішен, Голенштайн, Райхенбах, Оберлірхен, Рорбах, Пільсткін і нарешті 10 вересня перейшла в американську зону окупації.
11 вересня о 8:30 ранку сотня «Ударники-2» у кількості 36 бійців урочисто здала зброю воякам 8-го Констабулярного загону окупаційних військ США. Сотня була першою з повстанських відділів, що пробилася за залізну завісу, і єдиною, якій вдалося зробити це організовано, не втративши цілісність бойової одиниці.

### Сотня «Бурлаки»
Відділ Володимира Щигельського-«Бурлаки» перейшов на Словаччину на п'ять днів пізніше сотні «Громенка» в околицях села Телеповець. Перехід кордону відбувся без жодних сутичок.
До середини липня відділу вдавалося просуватися практично без жодних сутичок. Тим часом, 13 липня чехословацька влада відправила на боротьбу з повстанцями 5640 вояків, з них 1339 осіб — службовців СНБ. Уникати боїв стало неможливо, і 5-го серпня на Лупчанській Магурі відбувся найбільший в часі операції бій. Він став найбільшою невдачею чехословацьких частин, в результаті бою загинуло 6 курсантів офіцерської школи, тоді як повстанці вийшли без втрат.
У середині серпня 1947 року відділ «Бурлаки» вийшов у долину річки Ваг. Не маючи змоги перейти природну перешкоду він потрапив в оточення чехословацьких військ. Тим часом їхня кількість зросла до 15304 військових. Крім цього, після бою на Магурі Лупчі, командуючий генерал Юліуш Носко вирішив облишити переслідування сотні «Громенка» і зосередити усі сили на боротьбу з сотнею «Бурлаки».
За таких умов просування далі цілісним відділом стало просто неможливим. Саме тому, 16 серпня, він приймає рішення про поділ відділу, який на той час нараховував 68 осіб, на сім окремих груп.
Бої чеської армії та загонів СНБ із повстанськими відділами, яким вперше вдалося дістатися аж до теренів Чехії, викликав паніку в країні. Це питання почали обговорювати в уряді та парламенті Чехословаччини. Нагнітанням паніки особливо займалася Комуністична партія Чехословаччини, яка навіть звинуватила своїх опонентів з Демократичної партії у змові з повстанцями, з метою повалити наявний суспільний лад.
28 серпня командування військ оточення востаннє змінило їхню дислокацію, в результаті чого кільце оточення довкола сотні «Бурлаки» зменшилось до 40 кілометрів. У повстанців швидко закінчились продуктові запаси і можливостей поповнити їх не було жодних.

#### Ув'язнення «Бурлаки»
У ніч проти 4 вересня у хуторі Яношіково сотенний Володимир Щигельський-«Бурлака», разом із чотирма іншими членами своєї групи потрапив у полон. Оскільки довший час обставини захоплення сотенного в полон були невідомі, то ця подія обросла легендами. За найбільш вірогідною версією «Бурлака» був оточений у будинку, де він зупинився на постій, в очікуванні лісоруба Ільчука, який мав перевести повстанців на другу сторону річки Ваг. О 23:15 поручник чехословацького війська Викидал обсадив вибраними вояками вікна хати, а з іншими вдерся через двері до середини.
Захоплення у полон «Бурлаки» чехи вважали великою перемогою. Того ж дня командувач «Тепліце» Юліуш Носко привітав з успішним завершенням операції «всіх офіцерів, ротмістрів, курсантів, вояків, всіх службовців СНБ, підпорядкованих Тепліце, які в шеститижневих бойових умовах успішно завершили ліквідацію банди Бурлаки».
Одразу після арешту Володимира Щигельського в супроводі генерала Носка відвезли до Жиліни. Тут він зустрівся з міністром внутрішніх справ Чехословаччини. Розмова стосувалася тих українських повстанців, що ще пробували пробитись до Німеччини. Міністр запевнив, що вирватись з оточення у них немає шансів, а подальші спроби це зробити принесуть тільки непотрібні втрати з обох сторін. Він запропонував Щигельському написати звернення до вояків УПА із закликом здатися. Сотник висунув наступні умови: полонені повстанці будуть трактовані як військовополонені з усіма гарантованими цій категорії міжнародними угодами правами, і, що було дуже важливо для повстанців, їх не передадуть до Польщі. Міністр дав обіцянку дотриматися цих вимог, і 5 вересня 1947 року «Бурлака» написав звернення «До членів УПА на території Чехословаччини».
Першим місцем ув'язнення Володимира Щигельського була тюрма Брезно над Гроном. Саме тут 7 і 14 вересня відбулися допити «Бурлаки». Під час їх проведення він, розповідаючи про себе та український визвольний рух, намагався пояснити тюремникам, чим насправді була УПА, за що і роти кого вона бореться. Після допитів його перевезли до Жиліни, а потім і до Кошиць, де помістили у так званих Штефанкових казармах.
Приязне ставлення до українських повстанців з боку тюремників різко змінилося із приходом до влади в Чехословаччині у лютому 1948 року комуністів. Вже незабаром «Бурлаку» було переведено з казарми до тюрми військового суду в Кошицях, де він сидів у IV-му відділенні, в камері № 4.

### Сотня «Бродича»
З ув'язненням Володимира Щигельського акція зачищення території ще більше посилилася. 22 вересня до неї залучено партизанські загони чисельністю 3630 вояків. Незважаючи на це, частині стрільців з сотні «Бурлаки» вдалося поодиноко чи дрібними групами перейти до американської зони окупації Німеччини. Серед цих повстанців була й група бунчужного «Буркуна», що принесла з собою на Захід хроніку своєї сотні та інші цінні документи і світлини.
Найменше інформації є про рейд сотні Романа Гробельського-«Бродича». Наказ про відхід цієї сотні на Захід був виданий ще у травні 1947 року, проте через відсутність зв'язку сотник отримав його щойно у серпні цього ж року. Деякий час Роман Гробельський намагався зв'язатись з другою чотою «Урала» своєї сотні, щоб передати їй наказ, проте йому це не вдалося, і він змушений був вирушати у рейд.
Рухатись «Бродич» вирішив іншим, ніж його попередники, шляхом, а саме через терени Польщі по північних схилах Бескиду аж до рік Орава і Тешінська, а потім перейти кордон на Моравію. Причиною цього був такий великий розмах протиповстанської акції у Чехословаччині, що про неї було відомо навіть українським повстанцям Лемківщини.
Вирушив відділ 2 вересня і рухався польською територією два тижні. Зважаючи на велику насиченість терену ворожими військовими, було вирішено розділитися на дві групи, що було проведено неподалік від прикордонного містечка Вісла. Окремі відділи перейшли кордон біля Яблункового і Мостів, сталося це в ніч з 26 на 27 вересня. Довгий час повстанці не зустрічали військ і спокійно переправились через Мораву. Лише при Моравській Требовій сталася невеличка сутичка, з якої, однак, вдалося вибратися без втрат. Але подальше просування було ускладнене негативним ставленням до повстанців прокомуністично настроєних чехів. Окремим членам сотні «Бродича» вдалося дійти до Німеччини, але командир 30 жовтня 1947 року був захоплений у полон в селі Коругев біля Полічки.
Чота «Урала» у кількості 40 бійців, що на цей час ще залишалася на Закерзонні після відходу «Бродича», десь на початку вересня отримала також наказ про рейд на Захід. Для полегшення проходження маршруту вона з самого початку рейду розділилася на 5 груп, що проходили його самостійно. Перша група: політвиховники «Бойко» і «Зенон», «Круча», підстаршина «Калина», кулеметник «Верба», стрільці «Крампа», «Щур», «Чува», «Колос», «Шабля» і три члени боївки ОУН; друга — чотовий «Урал», кулеметник «Грізний», стрільці «Корчик», «Граната», «Борис», «Недобитий», «Білий» і боївкар «Іскра»; третя група — ройовий «Зелений», кулеметник «Топір», санітари «Орленко» і «Веселий», стрільці «Зарічний», «Куропатва», «Барон» і «Славко»; четверта — ройовий «Райтер», кулеметник «Музика», ланковий «Смерека», стрільці «Степовий», «Вишня», «Драгомир», «Лис» (псевдо Івана Дмитрика) і боївкар «Жук»; п'ята — підстаршина «Семенко», санітар «Пасічник», стрільці «Славко» і «Голуб». За даними Івана Дмитрика, з усієї сотні «Бродича» пробитись на Захід до травня 1948 року змогло 48 повстанців. Сотня «Ударники-1» була останньою, що, згідно з наказом Генерального Командувача УПА, пробилася до Західної Німеччини.

## Завершення операції
В наказі № 70 ВО «Тепліце» від 3 жовтня 1947 року вказано, що перехід сотень УПА на терени Словаччини врешті припинено. Через 17 днів було видано останній 82-й наказ цієї частини, що оголошував її цілковите розформування.
Проте, ще протягом довгого часу (аж до осені 1949 року) в Німеччину прибували групи українських повстанців, що втратили зв'язок з командуванням чи членами цивільної сітки ОУН, що приходили зі спеціальними завданнями для утримання зв'язку. Загалом, за інформацією Степана Бандери, протягом 1947—1949 років до Німеччини прибули близько 300 бійців УПА та членів цивільної мережі ОУН.